# Ayr Scottish Eagles
Pour les articles homonymes, voir Eagles (homonymie).
Ayr Scottish Eagles est le nom d'un club de hockey sur glace de Ayr en Écosse, créé en 1996. Il évolue à partir de 1996 dans la Ice Hockey Superleague, championnat élite du Royaume-Uni. Au début de la saison 2002-2003, le club déménage  à Braehead à côté de Glasgow et change de nom pour prendre celui de Scottish Eagles. Néanmoins, l'équipe arrête ses activités au bout de quelques matchs.

## Historique

### 1996-97, la création de l’ISL
Une nouvelle ligue créée pour le Royaume-Uni en 1996 et prend le nom de Ice Hockey Superleague (également désignée par le sigle ISL). Cette nouvelle institution regroupe sept clubs du Royaume-Uni en plus de l'équipe de Ayr : Basingstoke Bison, Bracknell Bees, Cardiff Devils, Manchester Storm, Newcastle Riverkings, Nottingham Panthers et Sheffield Steelers.
Pour leur première saison, les Eagles finissent la saison régulière à la troisième place avec quarante-huit points contre soixante-quatre pour les Cardiff Devils, champions de la saison. L'équipe écossaise finit à la deuxième place de sa poule lors des séries éliminatoires toujours derrière les Devils. Les Eagles perdent par la suite en demi-finale contre les Nottingham Panthers.
C'est la deuxième fois que les Panthers éliminent les Eagles cette saison puisque les deux équipes se rencontrent en finale de la Coupe Benson & Hedges. Les Eagles parviennent ainsi à se qualifier en finissant premiers de leur groupe puis en éliminant tour à tour le Storm puis le Bison. En finale, Nottingham prend la tête au bout de vingt-neuf secondes de jeu et ne la lâche jamais pour finalement remporter la Coupe sur le score de cinq buts à trois.

### 1997-98, le grand Chelem
En 1997-98, l'équipe remporte un grand Chelem en gagnant tous les titres du Royaume-Uni : le championnat, les séries éliminatoires, la Coupe Express et enfin la Coupe Benson et Hedges.

## Palmarès
- British Championship : 1997-98
- Champion des séries de la Superleague : 1997-1998
- Coupe Benson et Hedges : 1997-98
- Coupe Express : 1997-98
- Coupe Challenge : 2001-02